# Gregorio Caloggero
Gregorio Caloggero Urcia (27 de maio de 1917 — setembro de 1995) foi um ciclista peruano que competiu em dois eventos nos Jogos Olímpicos de Berlim 1936.